# Anaptomecus longiventris
Anaptomecus longiventris är en spindelart som beskrevs av Simon 1903. Anaptomecus longiventris ingår i släktet Anaptomecus och familjen jättekrabbspindlar.
Artens utbredningsområde är Ecuador. Inga underarter finns listade i Catalogue of Life.